# 歴史上の人物一覧
歴史上の人物一覧（れきしじょうのじんぶついちらん）は、歴史上の人物の一覧。

## 日本史
- 日本史の人物一覧
  - 天皇の一覧
  - 藤原氏の人物一覧
  - 源氏の人物一覧
  - 平氏の人物一覧
  - 飛鳥時代以前の人物一覧
  - 奈良時代の人物一覧
  - 平安時代の人物一覧
  - 摂政・関白の一覧
  - 鎌倉時代の人物一覧
  - 鎌倉将軍一覧
  - 鎌倉幕府の執権一覧
  - 六波羅探題一覧
  - 日本の南北朝時代の人物一覧
  - 室町時代の人物一覧
  - 足利将軍一覧
  - 室町時代の管領一覧
  - 戦国時代の人物一覧
  - 安土桃山時代の人物一覧
  - 江戸時代の人物一覧
  - 徳川将軍一覧
  - 江戸時代の大老の一覧
  - 江戸時代の老中の一覧
  - 江戸時代の側用人の一覧
  - 江戸時代の町奉行の一覧
  - 江戸時代の京都所司代の一覧
  - 江戸時代の大坂城代の一覧
  - 江戸時代の寺社奉行の一覧
  - 江戸時代の軍艦奉行の一覧
  - 浮世絵師一覧
  - 幕末の人物一覧
  - 明治の人物一覧
  - 内閣総理大臣の一覧
  - 元老の一覧
  - 枢密院 (日本)
  - 貴族院議長 (日本)
  - 衆議院議長
  - 台湾総督の一覧
  - 朝鮮総督の一覧
  - 大日本帝国海軍軍人一覧
  - 第二次世界大戦前の日本の政治家一覧
  - 参議院議長
  - 日本画家
  - 洋画家
  - 日本の小説家一覧

## 中国史
- 中国史の人物一覧
  - 中国帝王一覧
  - 三国志の登場人物一覧
  - 武廟十哲
  - 武廟六十四将
  - 麒麟閣十一功臣
  - 雲台二十八将
  - 五将軍
  - 五虎大将軍
  - 凌煙閣二十四功臣
  - 二十四史

## 朝鮮史
- 朝鮮史の人物一覧
  - 朝鮮の君主一覧

## 世界史
- 世界史の人物一覧
  - アイユーブ朝
  - アケメネス朝
  - アッバース朝
  - アフシャール朝
  - 歴代アメリカ合衆国大統領の一覧
  - アルサケス朝
  - アンティオキア公国
  - イギリス君主一覧
  - イギリスの首相の一覧
  - イスラエルの首相
  - イタリア王
  - イタリア君主一覧
  - イタリアの首相
  - インドの歴代首相
  - ヴェネツィア共和国のドージェ一覧
  - エデッサ伯国
  - エルサレム国王一覧
  - オーストリア君主一覧
  - オスマン帝国の君主
  - オランダ君主一覧
  - オルデンブルクの君主一覧
  - カージャール朝
  - 革命家
  - 歴代カリフ一覧
  - 北大西洋条約機構事務総長
  - キリスト教の聖人一覧
  - 歴代クトゥーブ・シャーの王
  - クラシック音楽の作曲家一覧
  - 国際連合事務総長
  - サウジアラビアの国王一覧
  - ザクセン君主一覧
  - サーサーン朝
  - サファヴィー朝
  - CIA長官
  - 思想家一覧
  - シュヴァーベン大公
  - 守護聖人
  - 女性君主の一覧
  - 神学者の一覧
  - 神聖ローマ皇帝一覧
  - スウェーデン君主一覧
  - スパルタ王
  - スペイン君主一覧
  - 世界の宦官一覧
  - セルジューク朝
  - ソビエト連邦の指導者の一覧
  - デンマーク君主一覧
  - ドイツの首相
  - トスカーナの支配者一覧
  - トリポリ伯国
  - ナポリとシチリアの君主一覧
  - ノルウェー君主一覧
  - バイエルン大公
  - パフラヴィー朝
  - バルセロナ伯
  - パルマ公の一覧
  - ハンガリー国王一覧
  - 東ローマ帝国の皇帝一覧
  - 美術家の一覧
  - 秘密情報部
  - ファラオの一覧
  - フェラーラとモデナの君主一覧
  - 福者
  - プーリアとカラブリアの伯爵と公爵一覧
  - ブラバント公
  - フランス君主一覧
  - フランスの大統領
  - フランドル伯
  - ブルガリア君主一覧
  - ブルゴーニュ公一覧
  - ブルゴーニュ伯
  - プロイセン王国
  - プロイセン統治者の一覧
  - ブワイフ朝
  - ベルギー国王の一覧
  - ボヘミア君主一覧
  - ポーランド君主一覧
  - ポルトガル君主一覧
  - マケドニア王の一覧
  - ミラノの支配者一覧
  - モナコ統治者の一覧
  - モンゴルの首相
  - モンゴルの大統領
  - ライン宮中伯
  - リトアニアの統治者の一覧
  - リンブルフの君主一覧
  - ルクセンブルク君主一覧
  - ロシア君主一覧
  - ロシア連邦大統領
  - 王政ローマ
  - 共和政ローマ執政官一覧
  - ローマ皇帝一覧
  - 帝政ローマ初期執政官一覧
  - ローマ教皇の一覧
  - ロレーヌ公

## その他
- 歴史家の一覧